# Goodbye Happiness
Goodbye Happiness è un brano musicale della cantante giapponese Utada Hikaru, pubblicato come secondo singolo estratto dal secondo greatest hits della cantante, intitolato Single Collection Vol. 2, nel novembre 2010. Il brano è stato un notevole successo commerciale, arrivando in vetta alla classifica Billboard Billboard Japan Hot 100 a dicembre, e venendo certificato disco d'oro dalla RIAJ a gennaio 2011, per aver superato i 100 000 download.

## Tracce
Download digitale
1. Goodbye Happyness - 5:21

## Classifiche
| Classifica                                 | Posizione più alta |
| ------------------------------------------ | ------------------ |
| Billboard Japan Adult Contemporary Airplay | 1                  |
| Billboard Billboard Japan Hot 100          | 1                  |
| RIAJ Digital Track Chart Top 100           | 8                  |